# Санто Стефано Лодиджано
Санто Стѐфано Лодиджа̀но (на италиански: Santo Stefano Lodigiano, до 1916 г. Santo Stefano al Corno, Санто Стефано ал Корно, на западноломбардски: San Steu, Сан Стеу) е село и община в Северна Италия, провинция Лоди, регион Ломбардия. Разположено е на 48 m надморска височина. Населението на общината е 1902 души (към 2012 г.).